# Daktylowiec leśny
Daktylowiec leśny, daktylowa palma leśna (Phoenix sylvestris) – gatunek rośliny z rodziny arekowatych. Pochodzi z Indii i Nepalu, jest uprawiany w wielu innych rejonach świata.

## Morfologia
Dorasta do 10 m wysokości. Liście pierzaste do 5 m długie, skupione w szczytowej części kłodziny. Kwiaty podobne są jak w przypadku gatunku daktylowiec właściwy. Owoc jest koloru żółtawego lub czerwonawego.

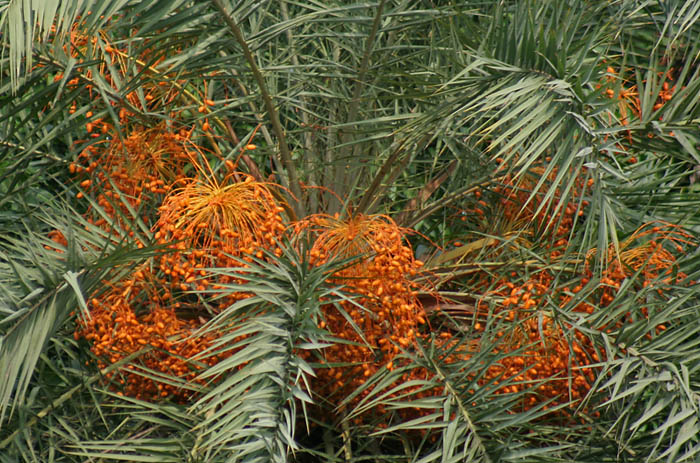
Owoce daktylowca leśnego

## Zastosowanie
- W niektórych krajach jest uprawiany jako roślina ozdobna.
- Z pnia, po jego nacięciu wydobywa się sok. Jest on wykorzystywany do wyrobu cukru i wina palmowego.